# D-Jugend
Die D-Jugend (auch D-Junioren oder U13 genannt) ist die viertälteste Gruppe von Jugendsportlern, beispielsweise im Fußball oder Handball.

## Einteilung und Bestimmungen

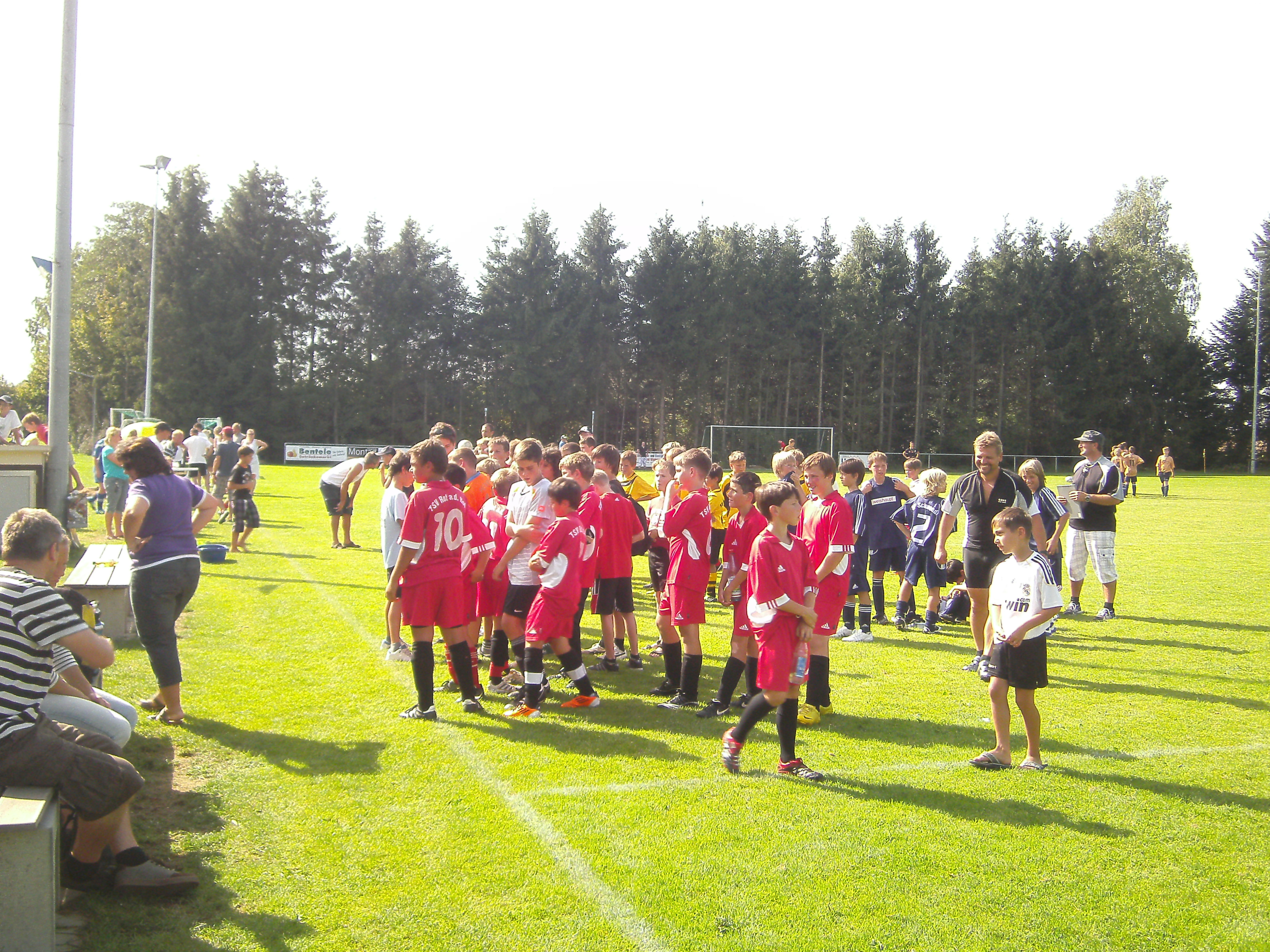
D-Jugend-Fußball 2011

In der Regel beträgt das Alter dieser Sportler 11 bis 13 Jahre, da sie im Kalenderjahr, in der das Spieljahr beginnt, das 11. oder das 12. Lebensjahr vollenden oder vollendet haben. In der Saison 2025/26 nehmen also die Jahrgänge 2013 und 2014 in der D-Jugend teil. Die jüngeren Sportler gehören je nach ihrem Alter zur E-Jugend, F-Jugend oder G-Jugend, die Älteren zur C-Jugend, B-Jugend oder A-Jugend.
Alternativ wird, auch meistens in den Vereinigten Staaten, statt der Buchstabenbezeichnungen oft der Begriff U für „unter“ in Verbindung mit dem maximalen Alter der Sportler oder Sportlerinnen verwendet, beispielsweise U13 oder U12 (entspricht der D-Jugend). In Österreich ist ebenfalls die U-Schreibung üblich.

## Fußball
Für den Bereich des Fußballs wird der Begriff D-Jugend entsprechend den Bestimmungen der Jugendordnung des DFB wie folgt definiert:
§ 5 Jugendspielordnung
1. Die Fußballjugend spielt in Altersklassen. Stichtag für die Einteilung in die Altersklassen ist der 1. Januar eines jeden Jahres.
...
D-Junioren/D-Juniorinnen (U 13/U 12): D-Junioren einer Spielzeit sind Spieler, die im Kalenderjahr, in der das Spieljahr beginnt, das 11. oder das 12. Lebensjahr vollenden oder vollendet haben.
In dieser Altersklasse sind auch gemischte Mannschaften (Jungen und Mädchen) zugelassen.

### Spielform
Die Spielform 9 gegen 9 (auch 8+1 genannt) ist ein Modell, das seit der Saison 2011/2012 vom DFB empfohlen wird und in vielen Landesverbänden das typische 11 gegen 11- Modell im Fußball ersetzt. Anstatt 10 Feldspielern spielen 8 Feldspieler und ein Torhüter pro Mannschaft auf einem verkleinerten Großfeld. Die Spielformen können in den verschiedenen Landesverbänden abweichend sein. Im Berliner Fußballverband wird beispielsweise auf einem Kleinfeld (halbes Großfeld) mit jeweils 8 Spielern gespielt. Dort finden die in Berlin üblichen Kleinfeldregeln Anwendung.

### Spielzeit
Es werden zwei Halbzeiten zu jeweils 30 Minuten gespielt. Die Länge der Halbzeitpause kann man je nach Spielklasse mit dem Schiedsrichter vereinbaren, normalerweise dauert sie 5 bis 10 Minuten.

### Spielfeld
Die Spielfeldgröße für das 9 gegen 9 im Fußball ist fest vorgegeben. Es wird auf einem verkleinerten Großspielfeld von Strafraum zu Strafraum gespielt. Die Breite des Feldes beträgt 49 Meter. Der Strafraum ist 12 Meter tief ins Feld und jeweils 12 Meter seitlich vom Tor. Der Strafstoßpunkt ist 9 Meter von der Torlinie entfernt. Es wird auf Kleinfeldtore (5 × 2 Meter) aus der E-Jugend gespielt. Die Linien können mit flachen Hütchen gekennzeichnet werden, die Ecken optimal mit einer Stange (wenn nicht vorhanden ebenso mit flachen Hütchen). Es gelten die Großfeldregeln.

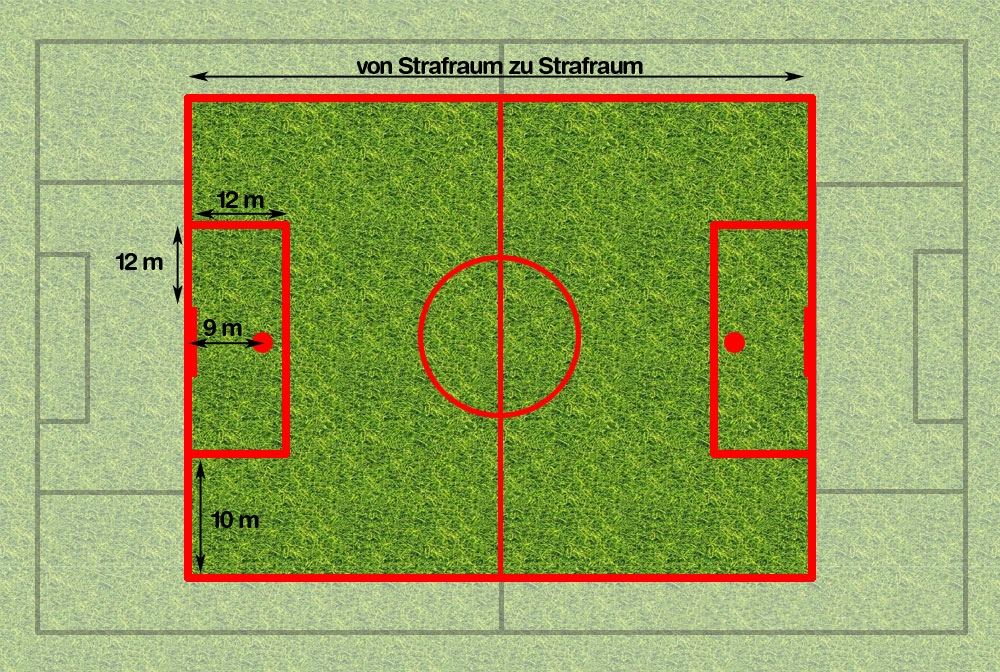
Spielfeld des „9 gegen 9“ - Modells in der D-Jugend des deutschen Fußballs